# Serge Aurier
Serge Alain Stephane Aurier (Ouragahio, 24 de dezembro de 1992) é um futebolista marfinense que atua como lateral-direito. Atualmente, joga pelo Persepolis, do Irã.
Aurier atuou pela Seleção da Costa do Marfim com frequência onde venceu a Copa Africana de Nações em 2015 e 2023, sendo o capitão da equipe nessa última conquista.

## Carreira

### Lens
Serge iniciou sua carreira pelo Lens, estreando em dezembro de 2009 contra o Saint-Etienne pela Ligue 1.
No clube, o jogador só viria a ter demasiadas oportunidades na época seguinte, quando firmou-se entre os titulares em um ano muito insalubre da equipe francesa na Liga. O clube passou a ter resultados muito negativos e isso culminou no rebaixamento do Lens.
Em disputa pela Ligue 2, Aurier foi novamente muito utilizado na equipe, mas o clube novamente possuía dificuldades de obter sucesso e o jogador abdicou de sua participação na Segunda Divisão ao acertar com outra equipe da Elite Francesa ainda em janeiro de 2012.

### Toulouse
Em janeiro de 2012, Serge Aurier assinou com o Toulouse, da Primeira Divisão Francesa.
No clube, o jogador performou por outras posições de defesa e meio de campo, mas sempre priorizando sua posição de lateral direito. Em duas temporadas sob as cores do time roxo, o jogador conseguiu performar 80 vezes e obteve demasiado destaque na temporada 2013–14, onde foi muito eficiente em jogadas ofensivas e chegou a marca de seis gols e sete assistências em 38 jogos.
Após essa chamativa temporada, seguida de uma convocação para Copa do Mundo de 2014, o Marfinense assinou um contrato com a equipe mais emergente da época do futebol local.

### Paris Saint-Germain

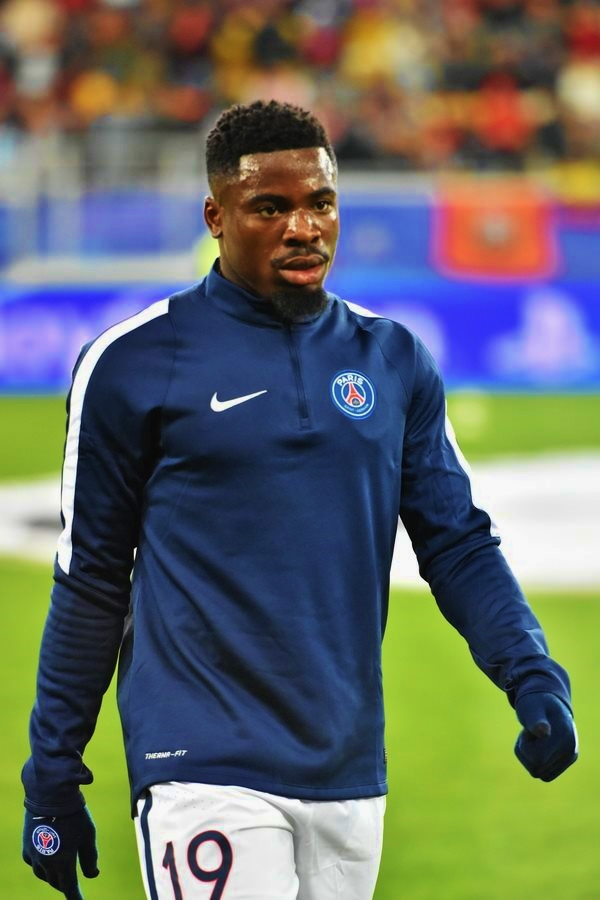
Aurier pelo PSG em 2015.

Aurier assinou com o Paris Saint-Germain para temporada 2014–15 por empréstimo. Lá, o jogador tivera de conviver geralmente à sombra de Gregory van der Wiel, mas conseguiu performar 16 vezes e marcou um gol em sua estreia pela Copa da Liga Francesa contra o AC Ajaccio.
Exercendo a opção de compra, a equipe de Paris comprou o jogador em definitivo para o restante das temporadas após a grande temporada que culminou nos títulos da Supercopa, Liga, Copa da França e Copa da Liga. Em entrevista, falou sobre sua temporada:
| “                                               | É verdade que não joguei tantos jogos como gostaria. Mas me machuquei, participei do CAN e no PSG a competição é forte. Apesar de tudo, acho que tive uma temporada muito decente. Já dei várias assistências, e se o Paris decidiu exercer a opção de compra é porque os dirigentes estão satisfeitos e acreditam em mim. | ” |
| — Aurier sobre sua primeira temporada em Paris. | |   |

Na sua segunda temporada, o jogador passou a ter mais espaço na equipe francesa e pôde demonstrar muito mais qualidade do que na época passada. Lá, conseguiu ter bons momentos; como quando estreou na Liga dos Campeões fazendo um gol contra o Shakhtar e no clássico contra o Lyon na Ligue 1 e na decisão da Supercopa que terminou 2 a 0 para o Paris.
Apesar dessa boa fase, o jogador se envolver em duas polêmicas no ano de 2016. A primeira, Serge estava respondendo vídeos dos fãs em sua rede social e afirmou que Ángel Di María, seu colega de equipe, era uma marionete e utilizou um termo homofóbico para se referir ao treinador Laurent Blanc.
Os comentários aconteceram próximos de um confronto do PSG diante o Chelsea nas oitavas de final da Liga dos Campeões. Assim, o dono do clube francês, Nasser Al-Khelaïfi, teve a decisão de afastar o defensor por algumas partidas.
| “                                                   | Eu tomei a decisão de suspender Serge Aurier. O Paris Saint-Germain é uma instituição muito forte, com a qual ninguém pode mexer. Eu não vou deixar ninguém constranger o clube o nos distrair de nossos objetivos, começando pelo confronto contra o Chelsea, altamente aguardado por nossa torcida. Todas as energias do clube, dos jogadores, técnico e comissão estão focadas nesta data crucial, uma prioridade para nós e para nossos torcedores. | ” |
| — Nasser Al-Khelaifi sobre o caso de Serge Aurirer. | |   |

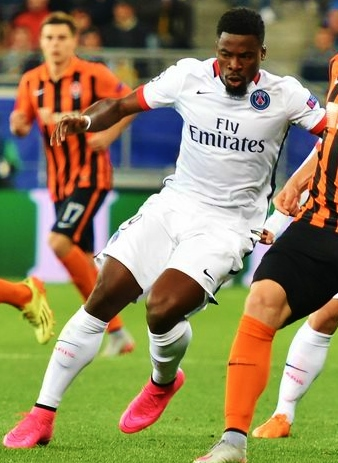
Aurier em duelo contra o Shakhtar pela Liga dos Campeões.

O jogador ficou suspensos de algumas partidas, onde treinou até mesmo com o PSG B, até finalmente retornar aos gramados para os últimos jogos da temporada. Lá, conseguiu vencer os mesmos títulos da temporada passada mais uma vez.
Pouco tempo após o fim da temporada, o marfinense tivera mais uma polêmica em um intervalo de três meses. Enquanto estava em uma balada na França com seus amigos, o atleta foi abordado por policiais e, de acordo com as autoridades, recusou-se a sair de seu carro e também afirmou que eles iriam se arrepender de não reconhecê-lo. O jogador teve de ir à delegacia prestar depoimento. Apesar de não haver uma punição pública, o atleta ficou de fora da Supercopa da França de 2017 — o primeiro jogo da temporada que iria terminar em 2018 —, onde o PSG venceu o Monaco por 2 a 1.
Em sua última época, o jogador tivera uma performances mais regulares e foi frequentemente utilizado no clube e conseguiu chegar a marca de 22 partidas na Ligue 1 — a maior desde que chegou em Paris. Apesar disso, não conseguiu marcar nenhum gol e novamente tivera de comemorar os troféus da Liga, Copa da França e Copa da Liga.

### Tottenham Hotspur

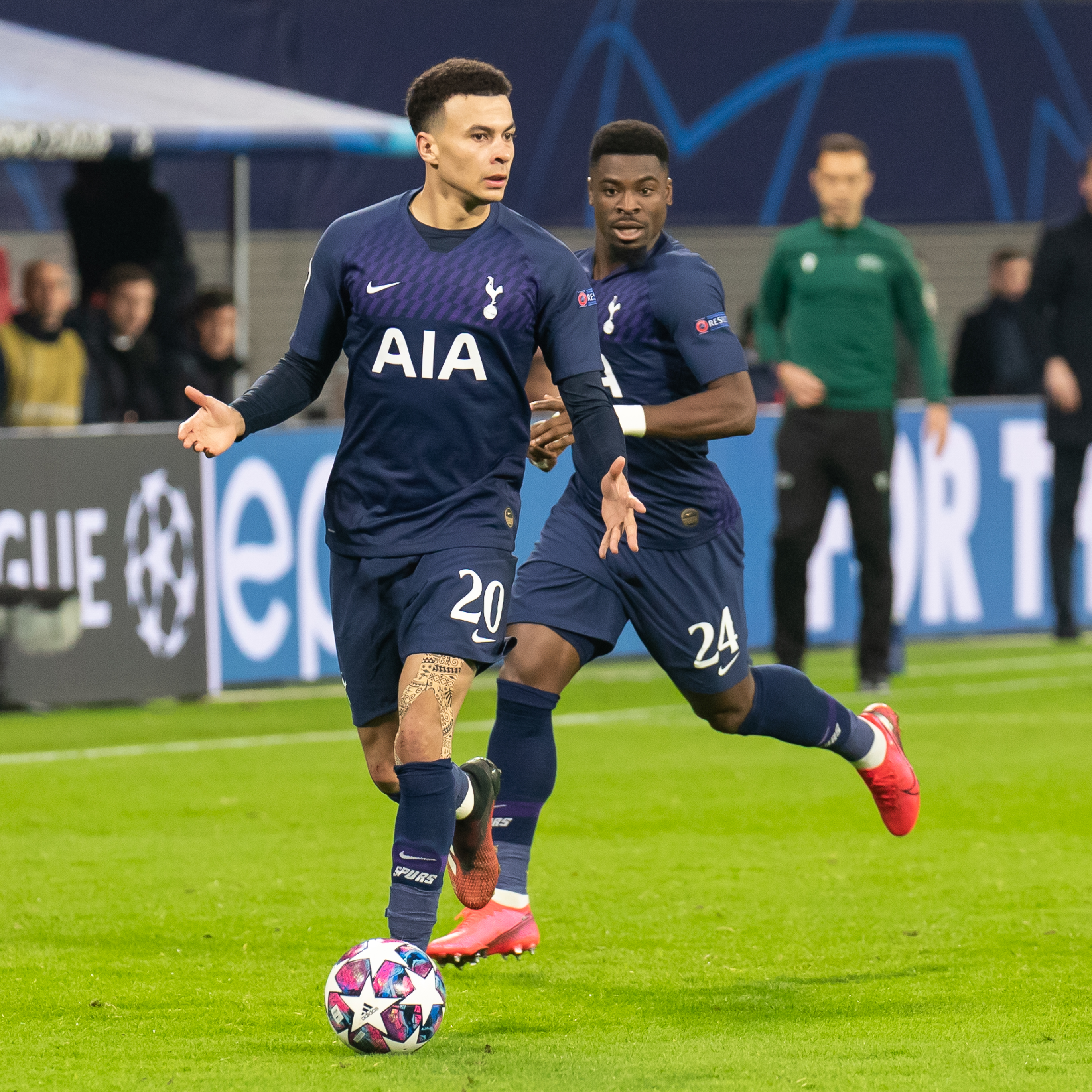
Dele Alli e Serge Aurier pelo Tottenham.

Em 31 de agosto de 2018, o Tottenham Hotspur anunciou a compra de Serge Aurier por 23 milhões de euros.
Na equipe de Londres, o atleta tivera novamente que participar de poucos jogos em sua época inicial, pois os Spurs tinham Kieran Trippier na mesma faixa de campo do marfinense e isso minou muito a sua participação no elenco de Son Heung-min e Harry Kane.
Além da disputa, Aurier tivera um momento ruim em seus primeiros jogos na equipe. Na sexta rodada da Premier League, Serge foi titular pela primeira vez desde que chegou na cidade; mas tivera um péssimo desempenho na derrota contra o West Ham, pois foi expulso após receber dois cartões amarelos e foi duramente criticado pela mídia local por conta do baixo rendimento em campo.
E sua primeira temporada, conseguiu fazer gols diante o Brighton e o Bournemouth, concluindo a Liga Inglesa com apenas 17 partidas.
Na época seguinte, tivera um número ainda menor de partidas na Premier League, pois foi acometido por algumas lesões que o fizeram ser ainda menos frequente no time titular londrino.
Apesar dos problemas físicos, conseguira ir muito longe na Liga dos Campeões da UEFA de 2018–19. Lá, uma lesão na coxa o retirou dos jogos das quartas de final e semifinais, mas antes disso conseguira estar nos gramados em cinco oportunidades, onde deu uma assistência para Jan Vertonghen marcar um gol diante o Borussia Dortmund nas oitavas.
A equipe conseguiu chegar às finais contra o Liverpool, mas os comandados de Jürgen Klopp superaram-nos pelo placar de 2 a 0 e Serge viu, do banco de reservas, sua equipe perder a primeira final disputada pelos Spurs na história da competição.

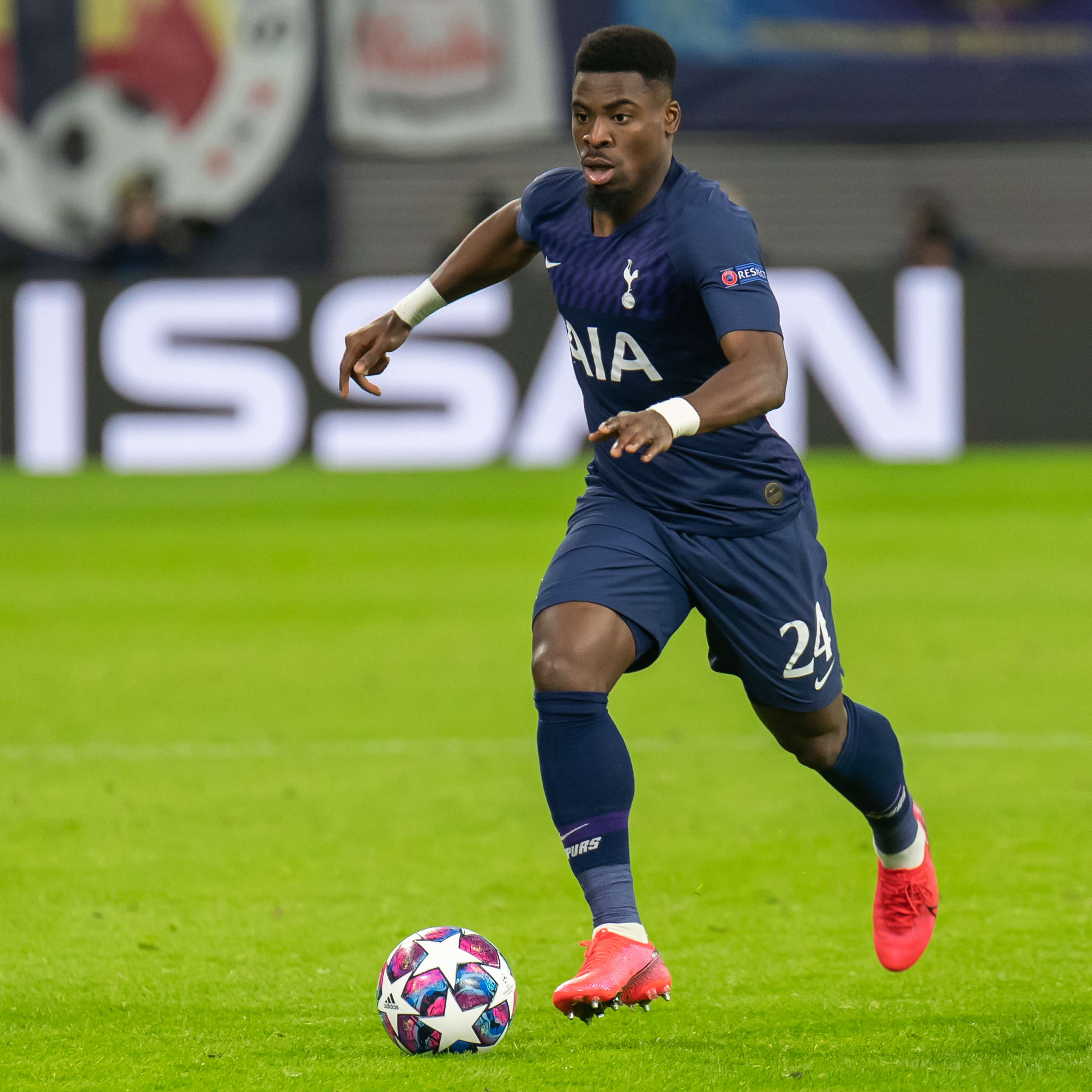
Aurier pelos Spurs em 2020.

Sua melhor época, no entanto, viria ocorrer durante a Premier League de 2019–20. Após ficar tratando de outra lesão em seu braço, o jogador retornou aos gramados na quinta rodada diante o Crystal Palace Football Club. O lateral já não tinha mais nenhuma opção que conseguisse tomar o seu lugar no time titular e conseguiu ter uma grande sequência na equipe, e o africano ainda conseguiu comemorar um gol novamente – em partida contra o Wolves.
Nessa mesma temporada, destacou-se demasiadamente em uma partida da FA Cup, onde marcou um doblete diante o Tranmere Rovers em uma goleada por 7 a 0. A euforia inicial, contudo, foi interrompida já na segunda partida, quando o Crystal Palace derrotou-os por 2 a 0 sem o marfinense em campo por opção do treinador.
Na Liga dos Campeões da UEFA de 2019–20, Aurier marcou seu primeiro gol na competição quando os Spurs derrotaram o Olympiacos FC por 4 a 2. Os ingleses, contudo, foram eliminados na Fase seguinte para o RB Leipzig.
Em seu último ano, o jogador tivera um começo de temporada regular. Ele estreou na Premier League fazendo um gol e dando uma assistência contra o Manchester United, em um histórico jogos que culminou na vitória por 6 a 1 diante os Red Devils. Após isso, o jogador passou a ter novamente uma boa sequência, mas muitas lesões o acometeram ao longo da temporada e o jogador começou a se ausentar do time. Os Spurs haviam contratado Sergio Reguilón para a função, e seu desempenho notável fizera com que o clube optasse por não segurar Serge assim que ele anunciou o desejo de deixar a equipe.
Nesse mesmo período, chegou pela primeira vez na final de uma Copa. O jogador participou de três jogos da campanha finalista dos Spurs na Copa da Liga Inglesa de 2020–21, mas eles foram derrotados pelo Manchester City por 1 a 0 na decisão.
Depois de 110 aparições, onde marcou oito gols, o jogador decidiu deixar a Inglaterra após muitas especulações de clubes de diversos países. "Por respeito ao Tottenham", o jogador decidiu que não iria ao rival Arsenal, mesmo que o clube tivesse interesse no jogador.

### Villarreal
Depois de estar muito perto de assinar com o Milan, a negociação não teve um desfecho positivo e o atleta rumou à Espanha em outubro para assinar com o Villarreal após rescindir com o seu clube anterior em agosto.
O contrato era de apenas uma temporada, e o jogador tivera novamente de conviver com algumas lesões que encurtaram a sua passagem pela equipe de La Liga. Apesar disso, conseguiu estar em campo em 24 oportunidades e foi muito utilizado quando não estava com problemas físicos. No entanto, tivera uma minutagem menor na Liga dos Campeões da UEFA de 2021–22, mas fez parte da memorável campanha que levou a equipe até à semifinal da competição.

### Nottingham Forest
Depois do fim de seu contrato, o jogador foi anunciado como a 22ª contratação da janela do Nottingham Forest.
No clube, ficou duas temporadas. Lá, foi frequentemente utilizado pelo treinador Nuno Espírito Santo, mas novamente os problemas físicos o impediram de fazer mais partidas; na sua segunda época conseguiu tornar-se o capitão do clube inglês, mas tivera um forte problema na panturrilha (ocorrido em partida com sua Seleção) que o deixou de fora da reta final do primeiro biênio em 2023.
Mesmo não vencendo troféus, Aurier conseguiu fazer uma sólida campanha na Copa da Liga Inglesa de 2022–23, onde só foi eliminado na semifinal para o futuro campeão: o Manchester United.

### Galatasaray
Em janeiro de 2024, após passar o primeiro momento da temporada com o clube inglês, o Galatasaray Spor Kulübü se interessou pelo jogador e desembolsou 530 mil euros para contratar o jogador.
O atleta ainda estava tratando sua lesão quando foi contratado e isso o fizera ficar de fora dos jogos iniciais do clube turco. Ao retornar, foi suplente não utilizado na vitória por W.O. do seu clube diante o Fenerbahçe após um protesto do time adversário contra a arbitragem.
Aurier tivera poucos jogos na equipe turca, mas conseguiu participar do título da Süper Lig de 2023–24, mesmo que tivesse entrado em campo apenas quatro vezes. Ao fim de seu curto contrato, o jogador ficou sem clube.

### Persepolis
Após ficar ausente de jogos oficiais na temporada 2024–25, Aurier assinou com o Persepolis Football Club, do Irã, no dia primeiro de agosto de 2025.

## Seleção Nacional

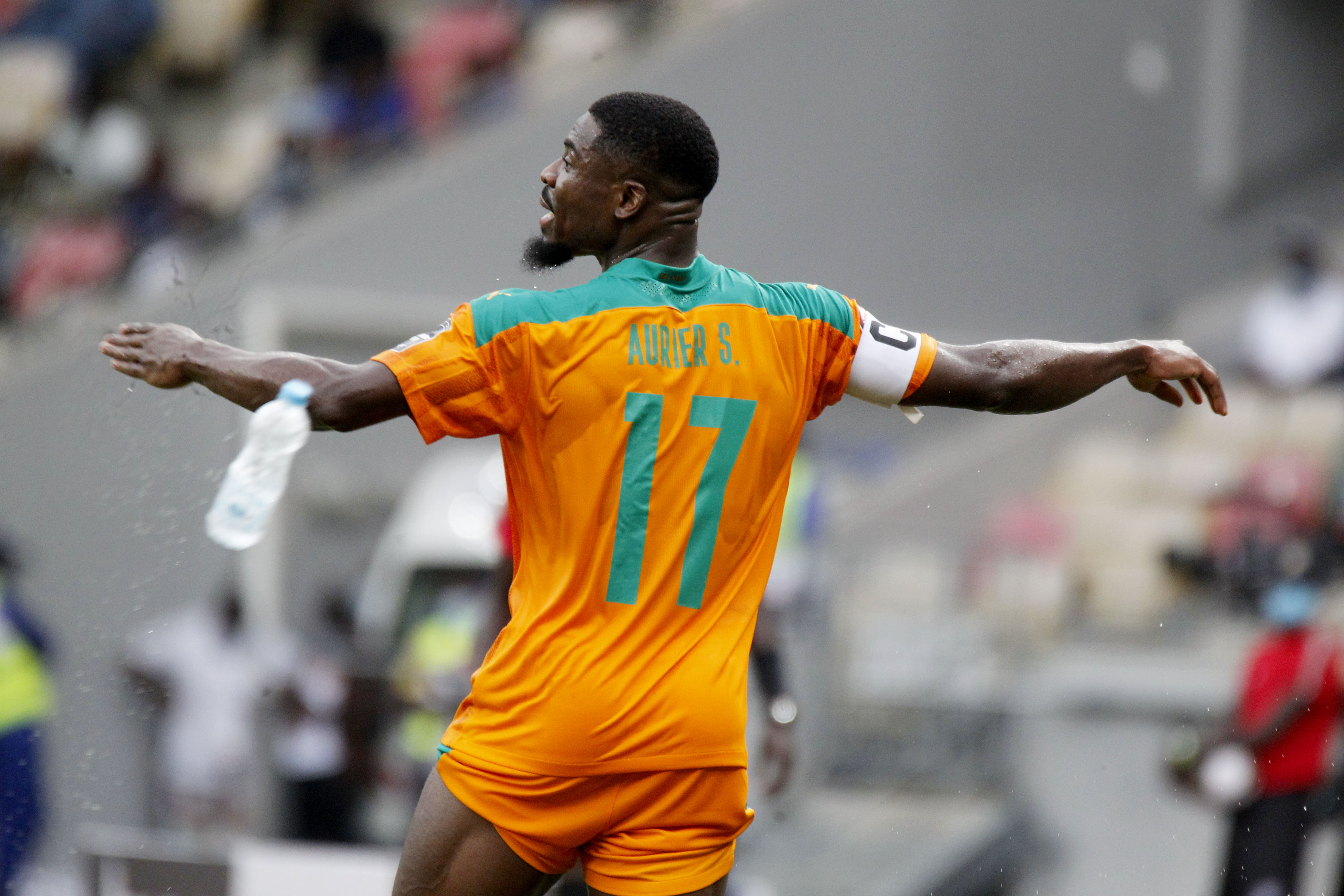
Aurier como capitão da Seleção.

Pela Seleção Marfinense Aurier participou da Copa do Mundo de 2014, sendo titular nos três jogos da fase de grupos. Obteve destaque na estreia contra o Japão ao dar duas assistências aos gols de Gervinho e Wilfried Bony.
No seu período com a Seleção Marfinense, Aurier foi um jogador frequentemente convocado. Lá, além de participar da Copa do Mundo de 2014, conseguiu rumar diversas vezes à Copa Africana de Nações, onde pôde levantar o troféu pela primeira vez em 2015, tendo marcado um gol na disputa de pênaltis contra a Gana.
Em 2024, na mesma competição, o jogador foi o capitão da equipe e liderou a equipe até a final, onde comemoraram o título vencendo a Nigéria por 2 a 1.
Após o troféu, o jogador envolveu-se em uma nova polêmica relacionada à redes sociais. O jogador foi muito criticado por um influencer local após a Seleção perder de goleada para Guiné Equatorial na Fase de Grupos. Após vencer a competição, o jogador xingou o compatriota e afirmou ser bicampeão africano.

## Títulos

#### Paris Saint-Germain
- Supercopa da França: 2014, 2015, 2016
- Copa da Liga Francesa: 2014–15, 2015–16, 2016–17
- Ligue 1: 2014–15, 2015–16
- Copa da França: 2014–15, 2015–16, 2016–17

#### Galatasaray
- Supercopa da Turquia: 2023
- Campeonato Turco de Futebol: 2023–24

#### Costa do Marfim
- Campeonato Africano das Nações: 2015, 2023